# معركة لوس أنجلوس (فلم)
معركة لوس أنجلوس (بالإنجليزية: Battle: Los Angeles) هو فيلم خيال علمي عسكري حربي أمريكي أنتج سنة 2011 أخرجه جوناثان ليبسمان، القصة متخيلة من سيناريو كتبه كريس بيرتوليني مبنية في جزء منها على واقعة حدث وقت الحرب يطلق عليها "معركة لوس أنجلوس"، أحداث الفيلم تدور في الوقت الحاضر.

## طاقم التمثيل
- آرون إيكهارت
- ميشيل رودريغز
- بريدجيت مويناهان
- ني-يو
- مايكل بينا

## القصة
تبدأ لوس أنجلوس وغيرها من المدن الكبرى حول العالم للتعرض لهجمات من شهب تبطئ سرعتها بمجرد دخولها الغلاف الجوي، قبل أن يتبعه هجوم فضائي من سفينة هبطت على شواطئ لوس أنجلوس وبدأت في قتل الجميع على طول الشاطئ.
يكون على الجيش الأمريكي التدخل لحماية البلاد، ويتلقى قائد البحرية الرقيب نانتز تعليمات بإيقاف ترتيباته للتقاعد، وتكوين فريق.
الفريق الذي يشارك في قيادته الملازم مارتينيز، يكلف بإنقاذ مجموعة من المدنيين تم احتجازهم في قسم شرطة داخل المنطقة التي يحتلها الفضائيين.
والآن يكون أمام الفريق إنقاذ المحتجزين خلال ثلاث ساعات فقط، قبل أن يبدأ الطيران في قصف المنطقة بالكامل. فهل ينجحون في مهمتهم؟

## الميزانية والإيرادات
بلغت تكلفة إنتاج الفيلم 70 مليون، وحقق إيرادات 211,819,354 مليون دولار

## وصلات خارجية
- الموقع الرسمي
- مقالات تستعمل روابط فنية بلا صلة مع ويكي بيانات